# Hans Henn (Politiker)
Hans Henn (* 29. Januar 1899 in Halle; † 26. August 1958) war ein deutscher Politiker (FDP, FVP, DP).
Hans Henn war Volkswirt. 1927 bis 1933 war er Geschäftsführer der wirtschaftlichen Vereinigungen der Deutschen Volkspartei, zuletzt in Dortmund. Nach 1933 führte er wissenschaftliche Arbeiten durch, 1936 bis 1945 war er Geschäftsführer der Wirtschaftsgruppe Bauindustrie, zuletzt in Posen. Er trat zwar zum 1. Mai 1933 der NSDAP bei (Mitgliedsnummer 2.929.333), aber seine Aufnahme wurde 1936 abgelehnt.
1945 trat er der Liberal-Demokratischen Partei Deutschlands bei und war seit 1946 in leitender Stellung bei der Industrie- und Handelskammer (IHK) Halle. 1950 flüchtete er nach West-Berlin. Der promovierte Henn gehörte dem Deutschen Bundestag vom 1. Februar 1952 bis 1957 als Berliner Abgeordneter an. Ursprünglich für die FDP gewählt, verließ er am 23. Februar 1956 mit der sogenannten „Euler-Gruppe“ die Partei und beteiligte sich an der Gründung der FVP, die bereits 1957 in der Deutschen Partei aufging.